# Stillahavsmästerskapet i ishockey för damer
Stillahavsmästerskapet i ishockey för damer var en IIHF-turnering som spelades 1995 och 1996. Deltog gjord Kanada, USA, Kina och Japan. 1996 års turnering var även kval till världsmästerskapet.
Efter 1996 slutade man spela turneringen, och i stället började man spela världsmästerskap oftare.

## Turneringar
| År            | Guld   | Silver | Brons |
| ------------- | ------ | ------ | ----- |
| San Jose 1995 | Kanada | USA    | Kina  |
| Richmond 1996 | Kanada | USA    | Kina  |